# Ann VanderMeer
Ann VanderMeer (z domu Kennedy) (ur. 6 marca 1957 w Kansas City) – amerykańska wydawczyni. Została w drugą w historii kobietą pełniącą rolę redaktora naczelnego magazynu „Weird Tales”. Pełniła tę funkcję w latach 2007–2009 i 2010–2012. Za swoją pracę zdobyła nagrodę Hugo. Jest założycielką Buzzcity Press.
Jest żoną Jeffa VanderMeera.